# Бейби бум
Бейби бум (на английски: baby boom) е термин, използван главно в САЩ, обозначаващ силно повишената раждаемост след края на Втората световна война в периода 1946 – 1964 г..